# Đảo Alor
Đảo Alor là đảo lớn nhất trong quần đảo Alor, nằm ở rìa phía đông của nhóm các đảo gọi chung là quần đảo Nusa Tenggara (quần đảo Sunda Nhỏ) chạy dọc theo miền nam Indonesia, từ phía tây sang phía đông bao gồm các đảo lớn như Bali, Lombok, Sumbawa, Komodo và Flores.
Về phía đông của đảo này, vượt qua eo biển Ombai là các đảo Wetar và Atauro với Atauro thuộc về Đông Timor. Về phía nam, qua một vùng biển thuộc biển Savu là phần phía tây của đảo Timor. Ở phía bắc là biển Banda. Về phía tây là các đảo Pantar và các đảo khác trong quần đảo Alor và xa hơn nữa, qua eo biển Alor là phần còn lại của quần đảo Nusa Tenggara.

## Địa lý
Đảo Alor có diện tích khoảng 2.800 km² và như thế nó là đảo lớn nhất trong quần đảo Alor.
Kalabahi là thị trấn duy nhất trên đảo Alor, với dân cư vùng đô thị khoảng 60.000.
Đảo Alor là đảo có nguồn gốc từ núi lửa và có địa hình rất gồ ghề. Khu vực gần Kalabahi là vùng bằng phẳng duy nhất. Nó cũng là nơi người Hà Lan đặt thủ phủ và hải cảng chính (Alor-Kecil) trên đảo này từ năm 1911.
Khu vực dành cho những người ưa thích lặn ngầm dưới biển được coi là "tốt nhất" tại Indonesia có thể tìm thấy trong khu vực ven quần đảo Alor. Do dòng chảy ngầm khá mạnh nên tốt nhất chỉ lặn khi có những người am hiểu tương đối rõ địa hình khu vực.
Giao thông tới đảo Alor do TransNusa Trigana Air cung cấp, với các chuyến bay từ Kupang, Denpasar và Surabaya.

## Kinh tế
Hạ tầng cơ sở của đảo Alor còn rất yếu kém. Cư dân trên đảo chủ yếu sống bằng nghề nông nghiệp tự cung tự cấp. Chính quyền Indonesia thực hiện một số chính sách nhằm thay đổi điều này với sự trợ giúp từ một số tổ chức quốc tế. Trong các khu làng, người dân trồng vani, me, hạnh và một vài loại cây lấy hạt khác. Trong khu vực rừng, người ta đốn hạ các loại cây đàn hương để buôn bán, trao đổi gỗ.
Các khảo sát địa chất gần đây nhất phát hiện các nguồn có giá trị chứa thạch cao, kaolin, dầu mỏ, khí thiên nhiên, thiếc, vàng và kim cương.
Được đánh giá cao đối với việc lặn nên đảo Alor có thể sẽ là điểm thu hút du khách trong tương lai khi các điều kiện hạ tầng cơ sở tốt hơn. Tuy nhiên, việc khai thác đánh bắt cá theo kiểu tận thu có nguy cơ gây tổn thất nặng đối với các rạn san hô trong những năm gần đây.

## Tôn giáo
Trên 168.000 người sinh sống trên đảo Alor. Ba phần tư dân số theo đạo Tin Lành, phần còn lại hoặc là theo Hồi giáo hoặc là theo Công giáo. Các nghi lễ theo tín ngưỡng dân gian và vật linh vẫn còn được tuân thủ khá mạnh.

## Ngôn ngữ
Trên 15 ngôn ngữ bản địa khác nhau được sử dụng tại Alor, phần lớn trong số này được phân loại thuộc về nhóm ngôn ngữ Papua hay phi-Austronesia. Chúng bao gồm các ngôn ngữ như Abui, Adang, Hamap, Kabola, Kafoa, Woisika, Kelon và Kui. Ngoài ra, tiếng Alor (Bahasa Alor; ISO 693-3: aol) là ngôn ngữ thuộc ngữ tộc Mã Lai-Polynesia cũng được sử dụng dọc theo vùng duyên hải phía tây và nam mũi đất Bird của đảo Alor và tại các khu vực quanh đảo này.
Nhiều ngôn ngữ thuộc nhóm ngôn ngữ Papua tại Alor đang có nguy cơ biến mất do không còn nhiều người biết tới, nhất là trong số trẻ em. Một vài ngôn ngữ không còn quá 1.000 người sử dụng. Các cố gắng đáng kể nhất gần đây trong việc lập hồ sơ tài liệu các ngôn ngữ này được Đại học Leiden tiến hành.
Ngôn ngữ giao tiếp hàng ngày là tiếng Alor Mã Lai, biến thể duy nhất nguồn gốc Mã Lai, tương tự nhưtiếng Kupang Mã Lai. Tiếng Indonesia được giảng dạy tại các trường học và sử dụng rộng rãi trong phương tiện thông tin đại chúng.

## Giao thông
Trong mùa khô, Kalabahi có các chuyến bay (5 lần/tuần) từ Kupang, thủ phủ tỉnh, sử dụng máy bay ATR 42 với 46 chỗ ngồi do TransNusa Trigana Air (Trigana Air Service) và Kasa 18 chỗ ngồi. Các chuyến bay này do Merpati Airlines điều hành. Phần lớn các chuyến bay là tuyến Kupang - Kalabahi - Kupang, nhưng từ giữa năm 2003 thì có thêm một tuyến bay mới gồm các điểm dừng Kupang - Kalabahi - Kisar - Ambon, trở về ngày hôm sau đã được khai thác. Hai tàu thủy chở khách của Pelni là Serimau và Awu cũng rẽ vào Kalabahi mỗi tuần. Vận tải tới đảo Alor về mùa mưa đôi khi bị gián đoạn do gió to và sóng lớn.
Ngày 17 tháng 11 năm 2006, Trigana Air hứng chịu tai nạn máy bay rơi đầu tiên của mình. Máy bay (de Havilland Canada DHC-6 Twin Otter 300) đâm vào núi tại Puncak Jaya (Indonesia) bảy phút trước khi được phép hạ cánh tại tỉnh Papua của Indonesia. Tất cả 12 hành khách đều chết ngay sau khi sự cố xảy ra.